# TSS Manxman (1955)
O TSS Manxman foi uma balsa de passageiros lançada do estaleiro Cammell Laird, em Birkenhead, em 8 de fevereiro de 1955. Ela foi a última embarcação de uma classe de seis navios semelhantes, o Six Sisters, encomendado pela Isle of Man Steam Packet Company, e foi o segundo navio da empresa a levar esse nome. Ela foi retirada do serviço em 1982. Após uma tentativa fracassada de preservação e aparecendo em um videoclipe no processo, o navio foi sucateado em Sunderland em 2012.
Embora aparentemente semelhante aos cinco navios anteriores do pós-guerra construídos por Cammell Laird, Manxman tinha um layout de sala de máquinas muito diferente do de seus cinco irmãos mais velhos.
O Manxman foi um dos primeiros navios construídos a usar o projeto Pametrada, no qual o rotor da turbina girava a 4.300 rpm A engrenagem de redução dupla foi usada para acionar as duas hélices a 270 rpm Suas duas turbinas a vapor eram acionadas por vapor superaquecido a 350 libras por polegada quadrada (2 400 kPa) . Isso significava que Manxman desenvolveu uma potência de eixo normal de Predefinição:Convert/shp  .
A viagem inaugural do Manxman ocorreu em 21 de maio de 1955, com uma partida de Douglas para Liverpool. A partir de então, ela percorreu as rotas do noroeste da Inglaterra e norte do País de Gales até a Ilha de Man e a Irlanda .
O Manxman foi escalado para o papel de RMS Carpathia para o filme dramático de 1979 SOS Titanic .
Em 1981, a Isle of Man Steam Packet Company teve uma perda antes dos impostos de £ 620.000 e foi anunciado que 1982 seria o último ano do Manxman no serviço Steam Packet. Sua primeira viagem na temporada de 1982 foi um alívio de 23,55 de Liverpool para Douglas em 28 de maio.
Em 19 de junho de 1982, o navio foi fretado pela Liverpool Co-Operative Society, mas esta reserva foi cancelada em um prazo bastante curto. O navio foi, portanto, oferecido à Manxman Steamer Society, que em vez disso realizou uma excursão diurna de Liverpool a Douglas intitulada 'Steam All The Way'. Na chegada a Douglas, os passageiros puderam viajar de trem a vapor para Port Erin na Ferrovia da Ilha de Man .
Quando a temporada de 1982 começou a chegar ao fim, Manxman começou a atrair cada vez mais a atenção da mídia, fazendo aparições em programas de rádio e televisão e em jornais regionais e nacionais.
Em 3 de julho, Manxman partiu de Ardrossan pela última vez. Isso foi seguido pelas últimas viagens de Fleetwood em 15 de agosto, Belfast em 27 de agosto e Dublin em 28 de agosto. Em 30 de agosto, Manxman navegou 'leve' de Douglas para Workington em preparação para uma viagem às 10h15 de volta à Ilha de Man. Naquela noite, a viagem de volta partiu de Douglas às 19h00 com mau tempo. Um vendaval de força 8 soprava no mar da Irlanda e não foi possível para o navio atracar com segurança em Workington. Manxman foi forçado a navegar para o norte com mais de 1.000 passageiros a bordo e enfrentar a tempestade no abrigo do Solway Firth . O navio finalmente atracou em Workington às 09h00 da manhã seguinte, tendo dado aos que estavam a bordo uma viagem de despedida que dificilmente esqueceriam tão cedo. O dia 1º de setembro viu a partida final de Llandudno, e naquela noite o navio partiu para Liverpool em preparação para o que seria sua penúltima viagem pública.
Às 09h35 de 4 de setembro de 1982, Manxman partiu de Liverpool com sua última viagem para o pacote a vapor da Ilha de Man: um fretamento para Douglas sob o nome de 'Finished With Engines'. Escorregando da popa do cais primeiro, ela virou no rio Mersey antes de seguir rio abaixo em direção ao mar. Longas saudações no apito do navio foram soadas quando ela passou por outro navio Steam Packet Manx Maid ainda atracado no cais de desembarque, e também com o pequeno navio de excursão Royal Iris . Mais em direção ao mar, ela passou por Mona's Queen, um pouco mais adiante em Lady of Mann e, finalmente, Ben-my-Chree . Navegando para Douglas, Manxman foi saudado por muitos pequenos navios que partiram para recebê-la. Os passageiros puderam desfrutar de 51⁄2 horas em terra antes da partida anunciada às 18h30, sua última partida da Ilha de Man.
Uma partida noturna sombria com garoa e névoa parecia combinar com o humor de muitos a bordo, já que Manxman deixou Douglas para trás para sempre. Com a Onchan Silver Band tocando e uma flotilha de pequenas embarcações mais uma vez acompanhando-a, incluindo um "guarda" do capitão Stephen Carter e os rebocadores Union e Salisbury da Laxey Towing Company, ela partiu para Liverpool uma última vez. No mar, o tempo melhorou dramaticamente e ela navegou sob céu claro e uma lua brilhante com as luzes do norte do País de Gales e do noroeste da Inglaterra visíveis na costa. Após a chegada, Manxman seria colocada em Birkenhead enquanto se aguardava uma decisão sobre seu futuro.
Em 21 de setembro de 1982, foi anunciado que TSS Manxman havia sido salvo do sucateiro e comprado pela Marda (Squash) Ltd. por uma quantia em torno de £ 100.000. A empresa pretendia que ela fosse a peça central de um novo complexo de lazer em Preston Docks. Manxman deveria ser navegado para lá por conta própria, um passeio final no serviço de passageiros. Ela partiu de seu cais em Birkenhead às 08h28 do dia 1º de outubro, navegando a curta distância até o Liverpool Landing Stage, onde atracou. Em 3 de outubro, com os passageiros pagando £ 12,50 por uma passagem única e com cerveja à venda a preços de 1955 (10p por litro), Manxman partiu de Liverpool às 09h07. Ela atracou em Preston às 12h45 e 'terminou com os motores' tocou no telégrafo do navio às 12h48.

## Recusar e descartar
Após a retirada do serviço de receita e a mudança para Preston Docks, os novos proprietários de Manxman pretendiam convertê-la em um museu flutuante e centro de visitantes. Este empreendimento não foi um sucesso, e o navio foi posteriormente desenvolvido em uma boate flutuante e restaurante. Antes de se mudar para as docas de Preston, ela foi usada como locação para o filme Yentl com Barbra Streisand. Ela também participou de uma série de Granada chamada Scramble com Richard e Judy (antes de serem um casal), o programa ajudava as pessoas a abrir negócios.
A reconstrução da área das docas de Preston mais uma vez deixou Manxman sem-teto, e ela foi rebocada para Liverpool em 1991, onde mais uma vez seria usada como uma boate flutuante na área de Trafalgar Docks.
Em 1993 ela foi novamente transferida, desta vez para Hull, sendo atracada na desativada Doca Seca Ruscador. Aqui, um incêndio que eclodiu em agosto de 1997 danificou seriamente muitos dos painéis de madeira antigos do interior do navio e ela foi transferida para o estaleiro da Pallion Engineering Company Ltd no rio Wear, à sombra da ponte Queen Alexandra em Sunderland, dentro da Doca Seca Pallion. 
Um grupo de preservação, The Manxman Steamship Company, foi formado com o objetivo de proteger o navio histórico, o último de sua linha e o último navio a vapor de turbina clássico britânico remanescente. Ela também foi o último navio de passageiros sobrevivente construído por Cammell Laird . Um cruzeiro beneficente a bordo do navio <i id="mwkQ">Lady of Mann</i> da Isle of Man Steam Packet Company foi realizado para arrecadar fundos para o Manxman . Várias celebridades apoiaram a Manxman Steamship Company, incluindo Paul O'Grady, Tom O'Connor e Ken Dodd . 
O navio continuou a se deteriorar, inclusive devido ao roubo de componentes e a um incêndio que danificou seriamente grande parte da madeira interna. A campanha de preservação não teve sucesso. Foi anunciado em março de 2010 que o Manxman seria desmantelado no estaleiro Pallion.  Em janeiro de 2011, o navio estava sendo desativado e desmontado pela G O'Brien & Sons, uma empresa especializada em demolição industrial e marítima pesada. O desmantelamento ocorreu em uma grande doca seca no estaleiro Pallion, Sunderland. O navio foi finalmente desmontado para sucata em 2012.
Enquanto esse processo estava sendo realizado, a doca seca e o navio foram usados como pano de fundo para um videoclipe intitulado "Pallion", com Lanterns on the Lake, como parte do projeto "Space Invasion" da Northern Film + Media. Lanterns on the Lake, de Newcastle, e os artistas visuais Novak Collective foram contratados em conjunto para criar uma resposta de áudio e visual ao que foi descrito como “O navio fantasma”, o TSS Manxman. “Pallion” foi descrito como contando a história do navio histórico e outrora próspero estaleiro de construção naval. 

## Especificações técnicas
- Caldeira : 2 × caldeiras de tubo de água Babcock & Wilcox.
- Pressão operacional da caldeira : 340 psi
- Motores principais : 2 × turbinas a vapor Pametrada, cada uma desenvolvendo 4.250 shp
- Velocidade do rotor : 4290 rpm
- Engrenagem : Dupla redução.
- Velocidade da hélice : 275 rpm
- Certificado de passageiro :
  - 1955: 1.049 na primeira classe e 1.344 na terceira (2.393 no total)
  - 1967: 2.032 (classe única) com 60 tripulantes

Durante os testes de mar no rio Clyde em 12 de maio de 1955, o TSS Manxman atingiu a velocidade de 21,95 nós (25,26 mph) no que era conhecido como o "Skermorlie Mile"